# Odostomia martensi
Odostomia martensi är en snäckart som beskrevs av Dall och Bartsch 1906. Odostomia martensi ingår i släktet Odostomia och familjen Pyramidellidae. Inga underarter finns listade i Catalogue of Life.